# Naturschutzgebiet Forschungsrevier im Orsoyer Rheinbogen
Das Naturschutzgebiet Forschungsrevier im Orsoyer Rheinbogen liegt auf dem Gebiet der Stadt Rheinberg im Kreis Wesel in Nordrhein-Westfalen. Das Gebiet erstreckt sich nördlich der Kernstadt Rheinberg entlang des westlich fließenden Moersbaches. Westlich und am südlichen Rand des Gebietes verläuft die Landesstraße L 137, unweit nördlich fließt der Rhein. Östlich direkt anschließend erstreckt sich das 397 ha große FFH-Gebiet Rheinvorland im Orsoyer Rheinbogen im Rheinberger Ortsteil Orsoy.

## Bedeutung
Für Rheinberg ist seit 2009 ein etwa 172 ha großes Gebiet unter der Kenn-Nummer WES-094 als Naturschutzgebiet ausgewiesen.